# Menhir de la Cabeça do Rochedo
El menhir da Cabeça do Rochedo es un menhir de piedra caliza, ubicado al norte de la ciudad de Lagos, Portugal.
Data del Neolítico temprano, es de un peso y tamaño considerables, tiene forma cilíndrica y un grabado decorativo en espiral apenas perceptible. Formaba parte de un grupo de otros ocho menhires similares, de los cuales sólo uno sigue en pie en su ubicación original. El resto fueron recogidos por el Ayuntamiento de Lagos para su conservación. Al igual que otros menhires encontrados en el Algarve, el menir de la Cabeça do Rochedo no tenía fines funerarios y su finalidad aún es motivo de debate. El monumento está situado en una colina a las afueras de Portelas, 6 kilómetros al norte de Lagos.